# Raslavice
Raslavice jsou obec na Slovensku v okrese Bardejov. Žije zde přibližně 2 800 obyvatel, první písemná zmínka pochází z roku 1241. Nynější obec vznikla v roce 1971 sloučením Vyšných Raslavic (s původně slovenským obyvatelstvem) a Nižných Raslavic (dříve maďarských).
Nachází se zde románský evangelický kostel z 13. století, moderní římskokatolický kostel Narození Panny Marie, kostel svatého Mikuláše v části Vyšné Raslavice a dva kaštely.